# Sándor Újhelyi
Sándor Újhelyi (* 27. Februar 1961) ist ein ehemaliger ungarischer Sprinter, der sich auf den 400-Meter-Lauf spezialisiert hatte.
Bei den Leichtathletik-Halleneuropameisterschaften 1982 in Mailand gewann er Silber.
Von 1981 bis 1983 wurde er dreimal in Folge ungarischer Meister, 1982 und 1983 errang er außerdem in der Halle den nationalen Titel.

## Persönliche Bestzeiten
- 400 m: 46,19 s, 4. Juli 1981, Warschau
  - Halle: 46,69	s, 20. Februar 1983, Budapest